# ダウンタウン

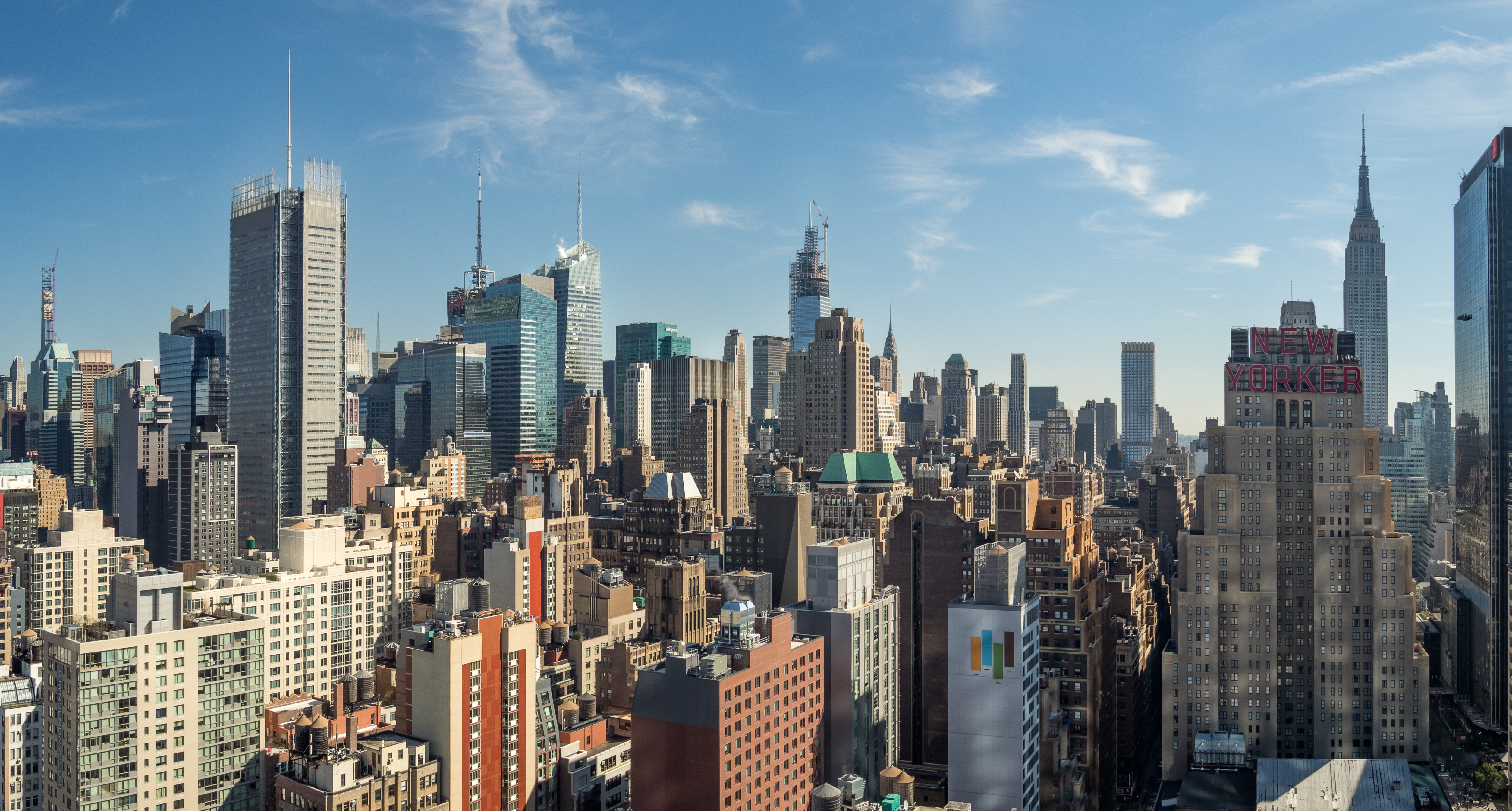
ダウンタウンの例。ニューヨーク市のミッドタウン。

ダウンタウン（downtown）は、主にアメリカ英語で用いられる表現で、都市の中心部に位置する中心業務地区のことで、オフィス街・ビジネス街・繁華街（商業地区）のこと。同じ地区をイギリス英語ではシティ・センター（city centre）やCBD（central business district）と呼ぶことが多い。アメリカでダウンタウンの対義語はアップタウンであり、そちらは街の周辺部の「住宅街」「郊外」といった意味である。
「ダウン」のほうが街の中心部で、「アップ」のほうが街の周辺部を意味するのは、アメリカでは一般に街の中心部は標高が比較的低いところにあり、そこから離れるほど丘などがあって標高が高い場所になる、というアメリカ人の地理的イメージに基づいている。
「ダウン」を「下」と考えて「下町」の意味などと誤解されることもあるが、日本語の下町は、ダウンタウンとは意味が異なる。「上町」のほうも英語のアップタウンとは意味が異なる。

## 地区名
- ピッツバーグ・ダウンタウン（ダウンタウン・ピッツバーグ）
- ダウンタウン・ヒューストン
- ダウンタウン・ポートランド
- ダウンタウン (ニューオーリンズ)
- ロウアー・マンハッタン（ダウンタウン (マンハッタン)
- ダウンタウン (ロサンゼルス)